# بخش دیر هورن، شهرستان ویلکین، مینه سوتا
بخش دیر هورن (به انگلیسی: Deerhorn Township) یک منطقهٔ مسکونی در ایالات متحده آمریکا است که در شهرستان ویلکین، مینه‌سوتا واقع شده‌است.
 بخش دیر هورن ۹۳٫۲ کیلومتر مربع مساحت و ۱۱۱ نفر جمعیت دارد و ۲۸۹ متر بالاتر از سطح دریا واقع شده‌است.